# مارك باوم (رسام)
مارك باوم (بالإنجليزية: Mark Baum)‏ هو رسام أمريكي، ولد في 2 يناير 1903، وتوفي في 8 فبراير 1997.